# Agrochola saturata
Agrochola saturata är en fjärilsart som beskrevs av Schultz 1900. Agrochola saturata ingår i släktet Agrochola och familjen nattflyn. Inga underarter finns listade i Catalogue of Life.